# Margina
Margina là một xã thuộc hạt Timiș, România. Dân số thời điểm năm 2002 là 2358 người.